# 省港旗兵2
《省港旗兵2》是1987年上映的一部香港警匪片，副題为“兵分兩路”，由麦当杰執导，徐錦江和萬梓良主演，為《省港旗兵系列》電影的第二部。劇情講述香港警方利用大陸人對付在港的大陸犯罪集團的故事。林國斌憑本片榮獲第7屆香港電影金像獎最佳新人。

## 劇情
面對大圈仔在港犯案日益嚴重，港府依然是束手無策。團結排外的大圈幫不信任香港人，令警方佈下的線人毫無收穫，程警司（吳海添 飾）於是提出要「以圈制圈」，以大陸人當臥底潛入瓦解在港的大陸犯罪集團。 
向東（徐錦江 飾）、京生（林國斌 飾）、學軍（袁日初 飾）曾為中國公安，他們因為政治思想問題偷渡香港被捕。警隊在監獄找到他們，承諾只要完成為期2年的臥底任務，便給予他們香港身份。不想被遣返廣州的三人自此當上了香港警方的臥底。
在警司程Sir的領導下，他們與本地警察臥底大大（萬梓良 飾）合作辦事。三人行動幹練狠辣，取得了大圈幫的信任得以混入犯罪集團。京生在犯罪集團中遇上舊友老虎，在完成臥底任務與情義之間進退維谷；另一邊廂，由於三人的行事手法血腥兇狠，加上戴安娜騙了學軍偷的錢一同亡命他鄉，她在機場摔下學軍，又向移民官告密，學軍誤殺舞女，令警方不願意承擔責任，遂過橋抽板，三人頓成無主孤魂......

## 演员
| 演员   | 角色   | 粵語配音 | 备注             |
| 徐錦江 | 李向東 | 周永光   |                  |
| 林國斌 | 戚京生 | 梁政平   |                  |
| 袁日初 | 郭學軍 |          |                  |
| 萬梓良 | 大大   | 萬梓良   |                  |
| 陳德光 | 楊才   | 黃子敬   |                  |
| 江龍   | 阿虎   |          |                  |
| 李英杰 | 李明豹 |          |                  |
| 王小鳳 | 戴安娜 |          |                  |
| 吳海添 | 程警司 | 盧雄     |                  |
| 韓義生 | 黑鬼唐 |          |                  |
| 成奎安 | 江河   | 黃子敬   |                  |
| 葉晨   | 繼紅   |          | 阿虎妹           |
| 黃志強 | 祥興   | 黃子敬   |                  |
| 黃智強 | 長洲   | 盧雄     |                  |
| 余國樂 |        |          | 軍火販           |
| 錢似鶯 |        |          | 高老太太，祥興母 |
| 叢金貴 | 江海   |          |                  |
| 陳敬   | 江民   |          |                  |
| 吳康寧 | 陀螺   |          | 祥興手下         |
| 秦貴寶 |        | 陳永信   | 黑鬼唐手下       |

## 經典場面
劇中老鼠咬臉一幕被視為香港電影史上的經典場面。電影延續了第一集的血腥暴力風格，萬梓良飾演的大大被大圈幫抓住，逼他供出向東、京生及學軍三人的下落，於是以裝有老鼠的麻包袋套住他的頭，使其被咬，再用棍子打胸口。大大堅決不說，最後被斧頭斬首殉職。

## 電影歌曲

### 插曲
| 歌名           | 演唱者 | 作曲   | 填詞   |
| 〈捨不得分開〉 | 曲祐良 | 陳復明 | 林秋離 |

## 奖项
| 年份 | 頒獎典禮            | 獎項     | 名字   | 結果 |
| ---- | ------------------- | -------- | ------ | ---- |
| 1988 | 第7屆香港電影金像獎 | 最佳新人 | 林國斌 | 獲獎 |

## 外部連結
- 香港影庫上《省港旗兵2》的資料（繁體中文）
- 開眼電影網上《省港旗兵2》的資料（繁體中文）
- 豆瓣电影上《省港旗兵2》的資料 （简体中文）
- 互联网电影数据库（IMDb）上《省港旗兵2》的资料（英文）
- AllMovie上《省港旗兵2》的资料（英文）